# President d'Abkhàzia
El càrrec de President d'Abkhàzia fou creat l'any 1994. Abans de la creació del càrrec, la dignitat de Cap d'Estat era del President del Sòviet Suprem d'Abkhàzia entre els anys 1990 i 1992 i del President del Parlament entre 1992 i la promulgació de la Constitució d'Abkhàzia de 1994.
L'actual president és, des del 23 d'abril de 2020, n'Aslàn Bjània, candidat independent amb el suport d'Abkhàzia Unida (AU).

## Llista de presidents
| President del Sòviet Suprem d'Abkhàzia (1990-1992) |                  |                                |                        |                        |                                           |
| 1                                                  |                  | Valerian Kobakhia (1929-1992)  | 25 d'agost de 1990     | 24 de desembre de 1990 | Partit Comunista d'Abkhàzia               |
| 1                                                  | 0 anys, 121 dies | Valerian Kobakhia (1929-1992)  |                        |                        | Partit Comunista d'Abkhàzia               |
| 2                                                  |                  | Vladislav Àrdzinba (1945-2010) | 24 de desembre de 1990 | 23 de juliol de 1992   | Partit Comunista d'Abkhàzia               |
| 2                                                  | 1 any, 212 dies  | Vladislav Àrdzinba (1945-2010) |                        |                        | Partit Comunista d'Abkhàzia               |
| President del Parlament d'Abkhàzia (1992-1994)     |                  |                                |                        |                        |                                           |
| 1                                                  |                  | Vladislav Àrdzinba (1945-2010) | 23 de juliol de 1992   | 26 de novembre de 1994 | Independent                               |
| 1                                                  | 2 anys, 126 dies | Vladislav Àrdzinba (1945-2010) |                        |                        | Independent                               |
| President d'Abkhàzia (1994-actualitat)             |                  |                                |                        |                        |                                           |
| 1                                                  |                  | Vladislav Àrdzinba (1945-2010) | 26 de novembre de 1994 | 12 de febrer de 2005   | Independent                               |
| 1                                                  | 10 anys, 78 dies | Vladislav Àrdzinba (1945-2010) |                        |                        | Independent                               |
| 2                                                  |                  | Serguei Bagapx (1949-2011)     | 12 de febrer de 2005   | 29 de maig de 2011     | Abkhàzia Unida                            |
| 2                                                  | 6 anys, 106 dies | Serguei Bagapx (1949-2011)     |                        |                        | Abkhàzia Unida                            |
| 3                                                  |                  | Aleksàndr Ankvàb (1952-)       | 29 de maig de 2011     | 1 de juny de 2014      | Renaixement                               |
| 3                                                  | 3 anys, 3 dies   | Aleksàndr Ankvàb (1952-)       |                        |                        | Renaixement                               |
| -                                                  |                  | Valeri Bganba (1953-)          | 1 de juny de 2014      | 25 de setembre de 2014 | Independent                               |
| -                                                  | 0 anys, 116 dies | Valeri Bganba (1953-)          |                        |                        | Independent                               |
| 4                                                  |                  | Raul Khadjimba (1958-)         | 25 de setembre de 2014 | 12 de gener de 2020    | Fòrum per a la Unitat Nacional d'Abkhàzia |
| 4                                                  | 5 anys, 109 dies | Raul Khadjimba (1958-)         |                        |                        | Fòrum per a la Unitat Nacional d'Abkhàzia |
| -                                                  |                  | Valeri Bganba (1953-)          | 12 de gener de 2020    | 23 d'abril de 2020     | Independent                               |
| -                                                  | 0 anys, 102 dies | Valeri Bganba (1953-)          |                        |                        | Independent                               |
| 5                                                  |                  | Aslàn Bjània (1963-)           | 23 d'abril de 2020     | En el càrrec           | Independent                               |
| 5                                                  | 1 any, 293 dies  | Aslàn Bjània (1963-)           |                        |                        | Independent                               |